# サイドカーレース
サイドカーレース（英: sidecar race）は、モータースポーツ（英: motorsports）のうち、サイドカー（英: sidecar）を用いて行われるスピード競技。カテゴリーと呼ばれる競技ランクや競技種別の違いによって定められたルールやレギュレーションに従い「速さ」を競う。
レーシングニーラー（英: racing kneeler）を用いるレースは、ニーラーレース（英: kneeler race）とも呼ばれる。

## 概要
サイドカーレースは、自動二輪車（オートバイ）の本車（ほんしゃ）に、側車（そくしゃ）または舟（ふね）などと呼ばれる助手席（英: chair）または荷台を取り付けた三輪車による競技から始まる。
他のモータースポーツ同様に時代を追うにつれて様々な車両が生まれ、スピードを追求した一体型フレームのフォーミュラーマシンによるレースや、オフロードサイドカーによるモトクロスレース、エンデューロレース、トライアル競技、スーパーサイドレース、古くからあるサイドカーによるクラシックレース、など様々なレースが開催されている。
クローズドサーキットではサイドカー世界選手権が、公道レース（英: road race）ではマン島TTレースが有名である。

### 操縦
ドライバーとパッセンジャーの、二人一組のペアで乗車して走行する。

#### ドライバー
本車に乗り、運転操作を行う。

#### パッセンジャー
側車に乗り、走行状況に合わせて様々な姿勢を取る。自分の体重によって各タイヤにかかる荷重や、マシンの重心、重量配分などをコントロールする。

### 車両
ハンドルのスロットル、クラッチレバーや、ブレーキペダル、シフトペダルなどの操作系統は自動二輪車に近いが、車体とタイヤの関係性（ホイール・アライメントやサスペンションのジオメトリー）は四輪自動車に近く、左右非対称な車体の影響と、パッセンジャーによる荷重移動の効果もあり、走行特性は非常に複雑で特殊である
特に、ひざまづく（英: kneel）姿勢で乗るタイプの車両は、レーシングニーラー（英: racing kneeler）と呼ばれ、自作したフレームまたはクラフトマンが制作したフレームを購入し、市販オートバイのエンジンを搭載して出場する。
近年はLCR (LCR Louis Christen Racing) 製のフレームが有名である。
日本製では矢崎新一によるYZFフレームが有名である。

## 歴史
1949年に世界選手権スタート。1996年までロードレース世界選手権（WGP）の一クラスとして行われていたが、翌1997年よりWGPを離れ、新たに「Sidecar World Cup」として単独のシリーズとして再スタートした。

## カテゴリー
フルスケールサイドカーのF1、F2クラスは富士スピードウェイ、筑波サーキット、岡山国際サーキットなどでJRSAシリーズが年間5～6戦行われている。
ミニサイドカーのF4クラスは、茂原ツインサーキット、本庄サーキット、富士宮白糸スピードランド、榛名モータースポーツランド、などで行われている。
茂原ツインサーキットでは、茂原MOTOWEST-GPで「JRSA F4クラス」が年間5～6戦行われている。
本庄サーキットでは、本庄バイクライトチャレンジに「サイドカークラス」が設けられていて、F1、F2、F4など各クラスのタイムアタックが行われている。

### F1
世界選手権参戦マシンのレギュレーションに準じたトップカテゴリー。
ロングホイールベースのモノコックシャシーにリアミッドシップエンジンの、F1マシンで競われる。
エンジンは2サイクル500ccまで、または4サイクル1300ccまでの自然吸気形式で、主にリッターバイクのエンジンが搭載されている。
国際レース出場の場合は、FIMの規定に従い4サイクル600cc。

### F2
軽量な車体と機動性でトリッキーなコースを得意とする。
ショートホイルベースのパイプフレームにフロントミッドシップエンジンの、F2マシンで競われる。
エンジンは2サイクル500ccまで、または4サイクル1300ccまでの自然吸気形式。
国際レース出場の場合は、FIM規定に従い4サイクル600ccで、主にスーパースポーツバイクのエンジンが搭載されている。
4輪のF3用のタイヤの金型を利用した、レーシングサイドカー用バイアスタイヤを履く。
車体のサイズは、全長3,300mm以下、全幅1,700mm以下、全高800mm以下とされる。

### F4
1995年にウエストレーシングカーズによって企画製作された小型レーシングニーラーTOMBOYによるワンメイクレースに端を発する、日本独自の規格「F4」マシンで競われる。
現在はTOMBOY以外にも、新作のマシンも複数出場している。
このクラスから入門し、F1、F2へのステップアップする選手も多い。
エンジンは2サイクル100ccまで、または4サイクル150ccまでの自然吸気形式で、主にモトクロスバイクのエンジンが搭載されている。
ホイール・タイヤはレーシングカート用を履く。
車体のサイズは、全長2,400mm以下、全幅1,300mm以下、全高550mm以下とされる。

## レーシングサイドカー登場作品
映画『爆走!サイドカーレーサー』（en:Sidecar Racers）
1975年製作。1976年7月10日(土)日本公開。
『熱風の虎』
1976年～1977年掲載。村上もとか著、週刊少年ジャンプ、集英社。
『ああっ女神さまっ』chapter.110～113
1998年掲載。藤島康介著、月刊アフタヌーン、講談社。
自動車部のOG千尋がF4サイドカーTOMBOYを衝動買いし、螢一とベルダンディーがそれに搭乗して事件に立ち向かう。
劇場版『ああっ女神さまっ』
2000年10月21日、松竹洋画系で公開。同時上映『エクスドライバー Clip』。
『D-LIVE!!』Episode 34　グレート・レース
2005年掲載。皆川亮二著、週刊少年サンデー、小学館。
運転のスペシャリスト斑鳩悟は、ASEの任務としてマン島TTのサイドカーレースに出場する。
『宇宙刑事ギャバン THE MOVIE』
2012年10月20日に東映系で公開。
サイドカーレーサー十文字撃は、銀河連邦警察にスカウトされて宇宙刑事となる。
『3 Wheeling』（en:3 Wheeling）
2017年5月に、北アイルランド、ドイツ、マン島の劇場で限定公開。
2016年のマン島TTでのサイドカークラスを描いたドキュメンタリー映画。
『つうかあ (アニメ)』
2017年10月よりTOKYO MXほかにて放送。
三宅島を舞台に、女子高生たちがサイドカーレースで全国優勝を目指す。
三宅島には、劇中に登場したF2マシン「明日葉丸」の実車が展示されている。